# Presidente Epitácio (ort)
Presidente Epitácio är en ort i Brasilien.   Den ligger i kommunen Presidente Epitácio och delstaten São Paulo, i den södra delen av landet, 800 km sydväst om huvudstaden Brasília. Presidente Epitácio ligger 305 meter över havet och antalet invånare är 38 742.
Terrängen runt Presidente Epitácio är platt. Presidente Epitácio är det största samhället i trakten.
Trakten runt Presidente Epitácio består i huvudsak av gräsmarker. Runt Presidente Epitácio är det ganska glesbefolkat, med 29 invånare per kvadratkilometer.